# 広島市立袋町小学校

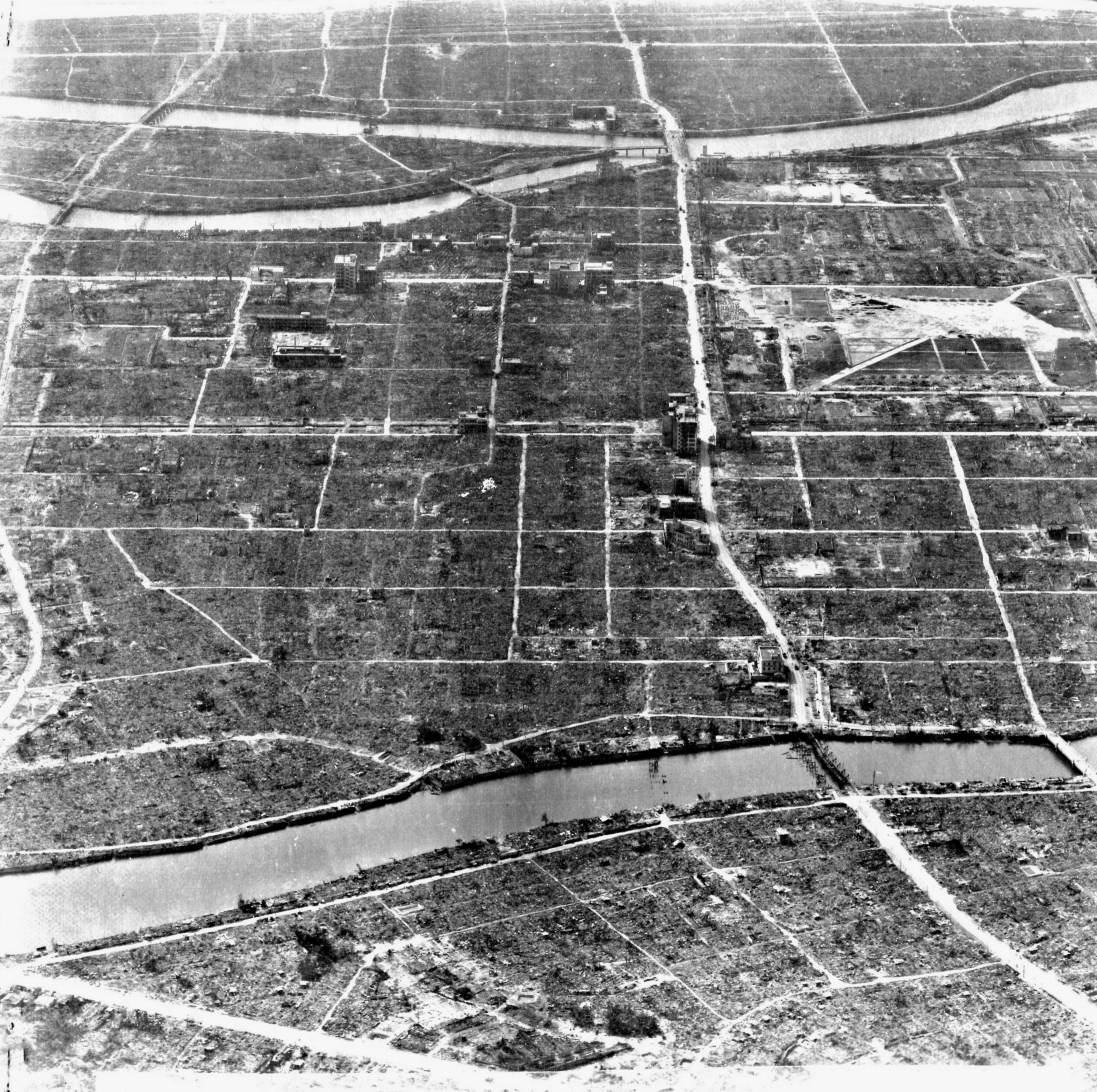
被爆後の広島市。縦断する道路が相生通りで写真中央を横断するのが白島通り/中央通り。左上部分に当校が見える。

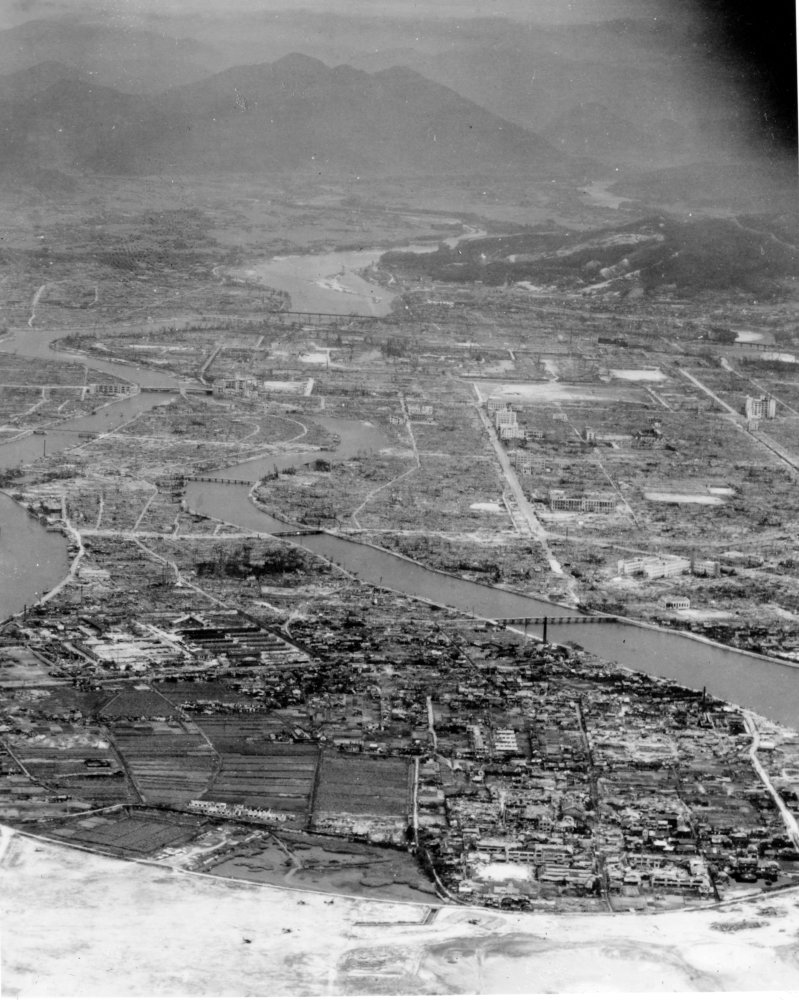
被爆後の広島市。中央やや右を縦断する道が鯉城通り、その道の下から2つめの大きな交差点が現在の平和大通り白神社前交差点。当校はそこから右斜め上にある。

広島市立袋町小学校（ひろしましりつ ふくろまちしょうがっこう）は、広島県広島市中区袋町にある市立小学校。

## 概要
1873年開校の市内でも古くからある小学校。1876年に現在地に移転、更に1度移転し現在地に戻っている。1945年8月6日、広島市への原子爆弾投下により被爆した。
2002年から教科担任制を導入、2007年から広島市教育委員会「ひろしま型カリキュラム」の研究開発の指定を受け、「言語・数理運用科」の研究をしている。
広島原爆で焼け残った旧校舎の一部は現在平和資料館として活用しており、現存する被爆建物の一つである。敷地内の建物は、小学校校舎・平和資料館および袋町児童館・広島市まちづくり市民交流プラザの複合施設となっている。ちなみに小学校が他の公共施設と複合化したのは市内初。

## 沿革
- 1873年（明治6年）2月 - 小町に「就將館」として創立。
- 1876年（明治9年）9月 - 当地に移転。「桜川学校」と改称。
- 1879年（明治12年） - 「桜川小学校」と改称。
- 1884年（明治17年）10月 - 「温知小学校」と改称。
- 1890年（明治23年）8月 - 「袋町尋常小学校」と改称。
- 1893年（明治26年）3月 - 播磨屋町（現在の本通・立町・紙屋町1-2丁目の区域）に移転し、「播磨屋町尋常小学校」と改称。
- 1910年（明治43年）5月 - 現在地に復帰。
- 1911年（明治44年）4月 - 「袋町尋常小学校」に名称復帰。
- 1922年（大正11年）4月 - 「袋町尋常高等小学校」と改称。
- 1937年（昭和12年）2月 - 鉄筋コンクリート造りの西校舎落成。
- 1941年（昭和16年）5月 - 国民学校令により、「広島市袋町国民学校」と改称。
- 1945年（昭和20年）8月6日 - 8時15分頃、米軍機による原子爆弾投下により、西校舎外郭のみを残し消失。
- 1946年（昭和21年）5月 - 授業再開。
- 1947年（昭和22年）
  - 4月 - 学制改革により、広島市立袋町小学校と改称。
  - 12月7日 - 昭和天皇が小学校に行幸（昭和天皇の戦後巡幸の一環）[1]。
- 1952年（昭和27年）11月 - 北校舎・講堂落成。
- 1957年（昭和32年） - 南校舎・プール落成。
- 2000年（平成12年） - 旧校舎解体開始。
- 2001年（平成13年） - 新校舎と屋内運動場建築[2]。
- 2002年（平成14年） - 平和資料館開館、教科担任制導入。

## 学区
- 広島市中区[3]
  - 立町
  - 紙屋町一丁目～同二丁目
  - 大手町一丁目～同四丁目
  - 本通
  - 袋町
  - 中町
  - 小町
  - 国泰寺町一丁目

## 進路
卒業生は基本的には広島市立国泰寺中学校に進学する。

## 著名な関係者
出身者
- 中谷雄英 - 柔道家。1964年東京オリンピックにて柔道が正式種目として採用後、初の金メダリスト。
- 三上義夫 - 数学史家
- 田部武雄 - 野球殿堂
- 加藤喜作 - 元南海軍/近畿日本軍（現・福岡ソフトバンクホークス）監督
- 久保道正 - 第一産業（後のダイイチ/デオデオ）創業者
- 月丘夢路 - 女優
- 月丘千秋 - 女優
- 野村六彦 - サッカー選手
- 倉本昌弘 - プロゴルファー
- 山崎隆造 - 元広島東洋カープ
- 森下洋子 - バレリーナ。広島市立江波小学校から転入、武蔵野市立第一小学校へ転出。
- 山口良一 - 俳優、タレント
- 上田愛美 - タレント
- 神足裕司 - コラムニスト、コメンテイター

## 平和資料館

### 概要
鉄筋コンクリート構造地上2階地下1階。延床面積約230m2。元々は西校舎と呼ばれた旧校舎の一部分である。
小学校の敷地内にあり、通常の授業に支障をきたすことがあるため、見学には事前申し込みが必要となっている。

### 内部
一級品の資料として、当時の被爆者が消息などを知らせた伝言が記された壁面を公開している。
その他にも、被爆当時の写真パネル、被災した扉と窓、爆風により飛ばされた太鼓など36点展示されている。

### 来歴
1937年（昭和12年）2月、「西校舎」として鉄筋コンクリート造りの地上3階地下1階の校舎が完成した。水洗トイレやダストシュートも備え、当時としては最新の校舎だった。
1945年（昭和20年）8月6日、被爆。ここは爆心地から約460mに位置した。RC構造の西校舎を残し、他の校舎は崩壊、西校舎も外郭のみを残す状況となった。多くの生徒は疎開して難を逃れていたが、当日登校していた生徒160人・職員16人のほとんどは即死であった。翌7日、ここは臨時病院・救護所となり、マルセル・ジュノーや島薫も駆けつけた。
その後、校舎は最低限の補修を施され、翌1946年（昭和21年）6月には授業が再開した。
補修工事を繰り返し長く使われていたが、老朽化により2000年（平成12年）8月7日より解体作業が行われた。この際に壁の漆喰や黒板の下から、救護所として使われた際に書かれた避難した人の消息を伝える数多くの被曝伝言が発見され、保存計画を見直された。2001年（平成13年）8月暫定公開を開始、2002年（平成14年）4月に平和資料館として正式に開館した。

## まちづくり市民交流プラザ

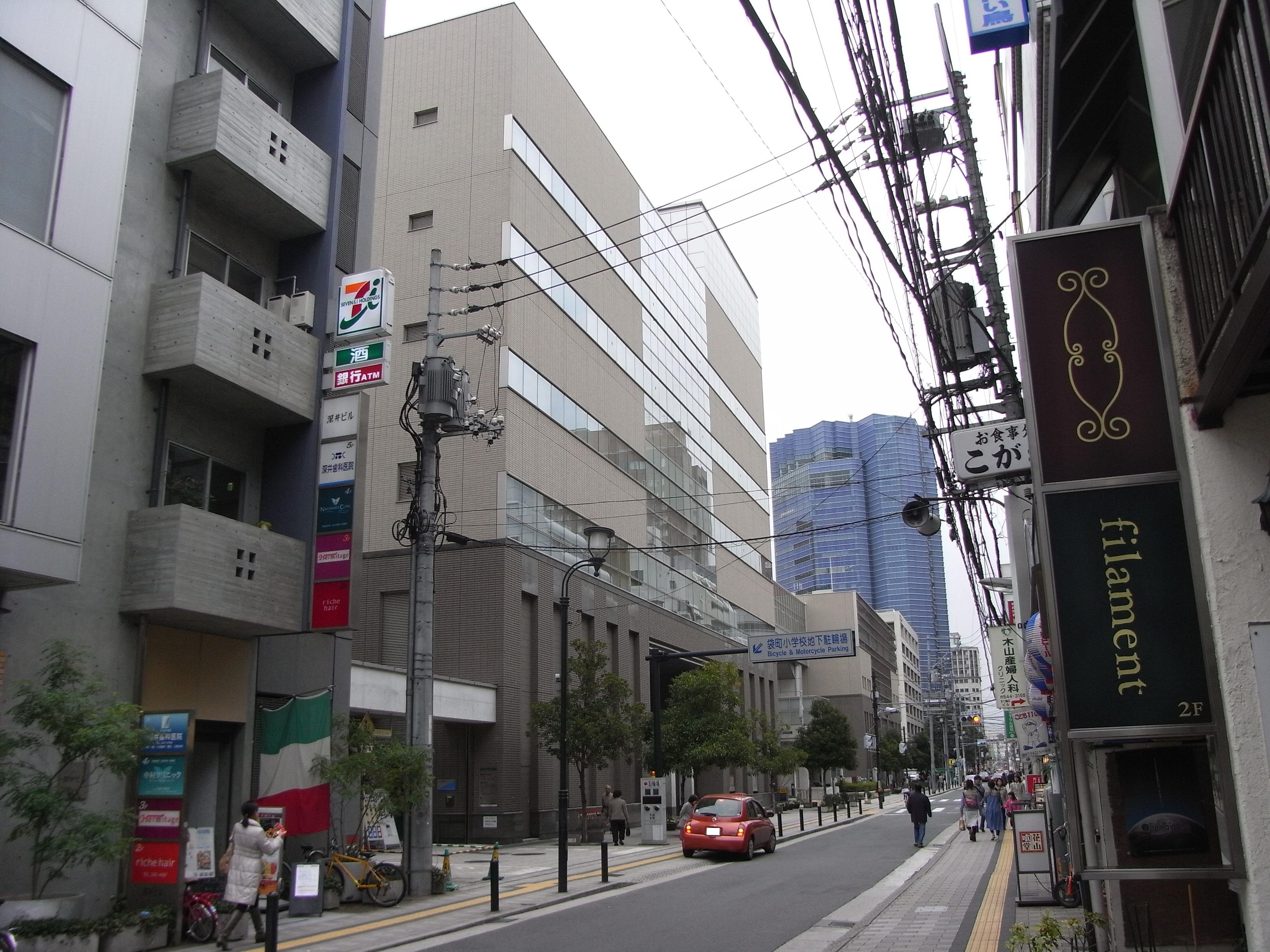
まちづくり市民交流プラザ

2002年5月に開館。延床面積5845m2。市民の生涯学習やボランティア活動などの支援目的に、会議室・ギャラリー・視聴覚室などの部屋・空間を貸し出している。
南棟と北棟の2つの建物からなり、北棟は袋町小学校と袋町児童館との複合施設となっている。2つの棟はスロープで繋がっており、そのスロープの下に平和資料館がある状況である。
2015年6月1日より広島市に本社を置くマンション管理業、合人社グループが命名権を取得し、「合人社ウェンディひと・まちプラザ」の名称となる。

## 交通
- 広島高速交通広島新交通1号線（アストラムライン）本通駅下車、徒歩約6分

- 広島電鉄宇品線袋町停留場下車、徒歩約3分
- 袋町バス停下車、徒歩約3分